# Filippa Giordano
Filippa Giordano (n. Palermo, Italia, 14 de febrero de 1974) es una cantante italiana, nacionalizada mexicana. Reconocida internacionalmente como La Diva de la Ópera Pop, ha logrado discos de Oro y Platino en países como Italia, México, Japón, Australia, Inglaterra, y Francia gracias a sus altas ventas discográficas. En octubre del año 2000, ganó la edición anual de Echo Awards en Alemania en la categoría de 'Música Sin Fronteras'. Hasta la fecha, ha vendido más de 4 millones de copias de sus álbumes.

## Carrera
Filippa nació en Palermo y es la menor de toda una generación de músicos. A los nueve años, empezó a estudiar ballet en la Academia Nacional de Roma (a donde se mudó con su familia). Siguiendo a sus padres, Filippa creció en el mundo de la ópera, y al mismo tiempo se enamoró del mundo del pop. Tomó clases de canto con su madre, como su única maestra y aprendió las técnicas vocales, tanto para la ópera como para la música pop.

### Comienzos
En septiembre de 1998 lanza su primer álbum, Passioni, trabajando con los productores más importantes del Pop en Italia, Celso Valli (Andrea Bocelli, Eros Ramazzotti, Laura Pausini, etc.) y Marco Sabiu (Take That, Tanita, Tikaram, etc.).
En febrero de 1999 ganó el 2.º lugar en el Festival de la Canción de San Remo. Gracias a este éxito, Filippa se presentó en el evento de los premios David di Donatello para la entrega de premios 900 de Giuseppe Tornatore y Donna sotto le Stelle. En agosto, preparó la versión internacional del álbum Passioni llamada Filippa Giordano. La grabación fue distribuida por Warner Classic UK. Al ascender a la cima de las listas de popularidad clásicas, logró el Disco de oro en Japón y Australia. Ese mismo año, Filippa actuó en los espectáculos de televisión más importantes del mundo, como Michael Parkinson y Barry More Show en el Reino Unido, NHK Espectáculo de Navidad – Feria Musical en Japón y el Espectáculo de la Lotería en Alemania.

### Años 2000
En marzo de 2000 Filippa inauguró el Museo María Callas en el Metropolitan Theatre en Nueva York. En mayo, fue invitada por el Príncipe Carlos de Inglaterra para dar un concierto en la cena de gala Prince Trust Gala Dinner, y unos meses después el alcalde de Nueva York, Michael Bloomberg organizó en su casa una cena en su honor. En octubre de ese mismo año, ganó la edición anual de Echo Awards en Alemania en la categoría: Música sin fronteras. Fue huésped honorario en la primera edición de British Classical Awards en el Royal Albert Hall en Londres.
En enero de 2001, fue invitada por el millonario egipcio Mohamed Al-Fayed a la inauguración de la famosa venta Harrolds Sales en Londres, actuando junto a personalidades como Charlotte Church, Cher, Sophia Loren, Raquel Welch y Christina Aguilera. En marzo, durante los Premios de la Academia en los Ángeles, actuó para Dino De Laurentiis, ganador del Premio Thalberg por su carrera. En esa misma ocasión cantó acompañada de Ennio Morricone al piano con el fin de celebrar su nominación para la película Malena, de Giuseppe Tornatore. En julio, fue invitada por Cristina y Riccardo Muti para dar un concierto durante el prestigioso Festival de Ravenna. Ese mismo año, grabó el tema de amor de la película italiana Vajont junto a Andrea Bocelli. También fue la voz de Aida degli alberi, una película animada musicalizada por Ennio Morricone. En la película, Filippa cantó a dueto con Mick Hucknall, vocalista del grupo Simply Red.
Es una de las artistas, junto con Luciano Pavarotti, Sting, Blondie y Dalla que cantan en el álbum Cinema Italiano, un homenaje a las mejores melodías del cine italiano.
En 2002 Filippa grabó su segundo álbum, Il Rosso Amore, producido por Robin Smith (Tina Turner, Cher, Lionel Ritchie) para Brian Rawling Productions en Inglaterra y por el famoso arreglista de orquesta italiano, Renato Serio; la producción contiene una mezcla de melodías y arias del pasado y canciones originales escritas por grandes compositores (E. Morricone, d. Foster, R. Smith, C. Muti, F. Sartori, L. Quarantotto). Con la canción Amarti Si participó otra vez en el Festival de Sanremo, esta vez en la categoría de Celebridades. En el video de la versión inglesa de Heaven Knows dirigida por Tim Rice (Robbie Williams, Nicole Kidman), Filippa conoció a Giorgio Armani, quien creó su nueva imagen.
Ese mismo año, Filippa posó para las principales revistas como In Style del Reino Unido, Gala de Alemania y apareció en la portada de Marie Claire como un icono de la moda italiana.
En mayo de 2002 cantó el tema La Barcarolle a dueto con Frida, del legendario grupo ABBA, quien realmente deseaba cantar con ella después de mucho tiempo de no aparecer en público. Ese mismo mes en Atenas conoció a Vangelis, ganador del Óscar por una interpretación especial de la canción napolitana Torna Sorrento.
Con motivo de su gira por Japón, presentó un espectáculo nuevo y diferente, rodeada de bailarines con la coreografía de Susanna Beltrami de La Scala de Milán. Todas las entradas se vendieron después de sólo una semana de la venta anticipada. A su regreso a Italia, el alcalde de Palermo le obsequió las llaves de la ciudad.
Para la Navidad de 2002, cantó por segunda vez en su carrera, en el prestigioso espectáculo de televisión Natale in Vaticano, con cantantes como Dionne Warwick, Tom Jones, Lionel Richie, entre otros, y cantando por tercera vez para el Papa Juan Pablo II (durante las celebraciones del Jubileo de 2000).
En el verano de 2003, Filippa asistió a un taller del método Stanislavsky con Michael Margotta del Actors Studio de Nueva York. Para un evento especial en la Universidad de Roma cantó canciones de Ennio Morricone dirigida por su hijo Andrea Morricone. Después de la actuación, Ennio Morricone pidió a Filippa que repitiera el concierto en el Auditorio de Roma, dirigiendo él la orquesta. En diciembre de ese año, ofreció recitales en el Foro Internacional de Tokio, el Festival Hall en Osaka y en los principales teatros de Nagoya, Fukuoka y Sendai.
En febrero de 2004, fue invitada por la ciudad de Guadalajara para celebrar el aniversario de esta ciudad. También actuó en el histórico teatro de Querétaro, Josefa Ortiz, donde recibió el reconocimiento de la Universidad. En marzo, Filippa se mudó a Los Ángeles para trabajar en su nuevo álbum clásico para el que escribió nuevas canciones y del que es coproductora. En octubre, cantó Ave María en el desfile del día de Colón en la Catedral de San Patricio en Nueva York.
En octubre de 2005, Filippa fue invitada especial en la gira de Ennio Morricone en Japón. En esta ocasión, tuvo el placer de conocer al primer ministro de Japón, Junichiro Kolzumi. En noviembre, lanzó el álbum Prima Donna en Japón. La canción When I come Back Home, escrita por ella, llegó al segundo lugar de las 100 más escuchadas en JWave Radio, después del éxito Hang Up de Madonna.
En 2006, Filippa actuó en el Auditorio Nacional en la Ciudad de México, recibiendo la nominación al Mejor espectáculo clásico en la entrega del premio Lunas. Posteriormente realizó presentaciones en las principales ciudades de México. También fue honrada por el gobernador de Zacatecas durante su espectáculo en esa ciudad y aceptó la invitación para el Festival Delicias y el Festival Cultural Juárez donde reunió a más de treinta mil personas. Filippa cantó el 26 de septiembre, representando a las mujeres internacionales en la Conferencia sobre las Mujeres, organizada por el entonces gobernador de California, Arnold Schwarzenegger y la primera dama, Maria Shriver. Entre las celebridades que asistieron se encontraba el Dalái lama, Martha Stewart, Sarah Ferguson y Tyra Banks, entre otras. A finales del 2006, Sony/BMG lanza Prima Donna en México y en otros países de Latinoamérica. Por primera vez en su carrera, el álbum contiene dos canciones en español: Me he enamorado de ti y Cómo he de vivir sin tu cariño. Prima Donna fue producido por Steve Galante y Filippa, el álbum se grabó en Canadá y en Italia.
En febrero de 2007, Prima Donna ganó el Disco de oro en México. En mayo, volvió a presentarse en el Auditorio Nacional, siendo nominada por segunda ocasión en los premios Lunas. En diciembre de 2007 Filippa se dedicó al estudio de grabación para escribir y coproducir su nuevo material Capriccio, en el que por primera vez, canta casi todo el álbum en español, alcanzando las primeras posiciones en las listas de popularidad en México hasta marzo de 2008.
En noviembre de 2009 lanza el álbum "Con Amor a México" en territorio latinoamericano como un homenaje a la tierra que le ha dado tanto en su carrera y en su vida personal. Interpretando grandes clásicos del cancionero romántico mexicano de reconocidos autores como Armando Manzanero, Alberto Domínguez, Agustín Lara, José Alfredo Jiménez, Roberto Cantoral, entre otros.

### Años 2010
En marzo de 2010 viaja a tierras Tailandesas para su primer espectáculo en Bangkok. En abril, recibe el disco de oro del álbum "Con Amor a México" de parte de su disquera, Sony Music. En agosto, es invitada a participar en las mañanitas a la Virgen de Guadalupe, evento organizado por la ciudad de Los Ángeles, que se realizó en el Coliseum Memorial de dicha ciudad. El 26 de agosto es la estrella en el concierto de gala realizado en El Palacio de Hierro de Polanco para inaugurar la muestra México me gusta tu estilo con la que la departamental celebra el Bicentenario de la Independencia y el Centenario de la Revolución.
A finales de 2010 y principios de 2011, ofrece una gira de conciertos en México, en lugares como el Castillo de Chapultepec, El Auditorio Nacional de la Ciudad de México, y el Auditorio Telmex en Guadalajara, Jalisco; con invitados especiales como Armando Manzanero, Gianluca Grignani, y las Pandora. Este espectáculo, titulado "Más Espectacular que Nunca...", fue nominado al premio Lunas del Auditorio en 2011.
En noviembre de 2011, lanza al mercado su nuevo álbum titulado Alma Italiana, Pasión Latina. El cual incluye arias de ópera, y canciones románticas italianas y mexicanas, reconocidas internacionalmente, con arreglos musicales que mezclan las culturas de México e Italia por primera vez. También, a finales de ese mes, realizó su primer concierto con un repertorio estrictamente lírico y sin ningún tipo de amplificación en el Palacio de Bellas Artes en la Ciudad de México. Este concierto fue ofrecido en honor a los 150 años de la unidad Italiana y Mexicana.
En 2012, se presentó en el Carnaval Internacional de Mazatlán, Sinaloa.
Filippa también participa en la versión mexicana del musical Cats, de Andrew Lloyd Webber, interpretando el papel estelar de Grizabella. Filippa alterno su participación con las cantantes Lila Deneken, Ana Cirre y Myriam Montemayor.
En el año 2016, ofreció un concierto gratuito en la inauguración del V Festival Internacional de la Cultura Maya, cantando junto al maestro Armando Manzanero, en Mérida, Yucatán.
En octubre de 2018, Filippa lanza su nueva producción discográfica "Friends and Legends Duets", su primera totalmente en inglés, colaborando con grandes artistas y leyendas como Pepe Aguilar, Claudio Baglioni, Michael Bolton, Paul Carrack, Peter Cetera, Mario Frangoulis, Tony Hadley, Armando Manzanero, Carlos Marín, Jesús Navarro, Gilbert O'Sullivan, Carlos Rivera y Gino Vannelli. La artista lo llama "el álbum más importante de su vida".

## Discos de Estudio
- 1998 - Passioni
- 1999 - Filippa Giordano
- 2002 - Il Rosso Amore
- 2005 - Prima Donna
- 2006 - Prima Donna (Versión para Latinoamérica)
- 2008 - Capriccio
- 2009 - Con Amor a México
- 2011 - Alma Italiana, Pasión Latina
- 2018 - Friends & Legends Duets

## Sencillos
- 2022 - Blanca Navidad
- 2024 - Quiero Quedarme Aquí (feat. Manuel Mijares)
- 2024 - Love Is In The Air (feat. Daniel Boaventura)
- 2025 - No Sé Si Es Amor
- 2025 - Sólo Tú (feat. Emmanuel)

## En vivo
- 2007 - Prima Donna Live!
- 2010 - Con Amor a México (Edición de Oro)

## Recopilaciones
- 2003 - Passioni: Selezione Speciale
- 2008 - The Ultimate Collection
- 2014 - Best of Opera

## Colaboraciones
- 2001 - Fratello Sole, Sorella Luna (Cinema Italiano)
- 2001 - Stella / Maternità (Vajont)
- 2001 - Il Canto Della Terra (Aida Degli Alberi)
- 2006 - Flor y Canto (Guadalupe)
- 2007 - I'll Never Believe You're Gone (Nini Rosso Forever)
- 2009 - Ave Maria (En Vivo)(50 Christmas Essentials, Vol. 2)
- 2015 - Come Fly With Me / Smile (Your Song: Ao Vivo)
- 2018 - Perdóname, Olvídalo (Fue un Placer Conocerte: Gracias Juan Gabriel, Vol. 1)

## Vida privada
En el año 2008 contrajo matrimonio con el empresario mexicano Brando Lomelí. En 2019 obtuvo la nacionalidad mexicana. Actualmente reside en México e Italia.